# Caino
Caino är en ort och kommun i provinsen Brescia i regionen Lombardiet i Italien. Kommunen hade 2 131 invånare (2018).